# Shid, Novoukraiinka
Shid (în ucraineană Схід) este un sat în comuna Sotnîțka Balka din raionul Novoukraiinka, regiunea Kirovohrad, Ucraina.

## Demografie
Componența lingvistică a localității Shid
     Ucraineană (87,5%)
     Rusă (12,5%)
Conform recensământului din 2001, majoritatea populației localității Shid era vorbitoare de ucraineană (87,5%), existând în minoritate și vorbitori de rusă (12,5%).